# Ceromya cibdela
Ceromya cibdela là một loài ruồi trong họ Tachinidae.